# Scaphyglottis micrantha
Scaphyglottis micrantha é uma espécie de orquídea epífita, família Orchidaceae, que habita da Costa Rica ao Peru.